# Knjiga žalbe (album)
Knjiga žalbe šesti je studijski album hrvatskog punk rock sastava Hladno pivo. Album je 2007. godine objavila diskografska kuća Menart Records. Po izlasku je opisan kao najbolji album Hladnog piva.
Zvuk na ovom albumu napravio je značajan zaokret prema lakšem indie rocku, za razliku od dosadašnjeg sirovijeg neuštimanog punk rocka, tipičnog za sastav.
Album je pripreman u Lici (zaseoku kod Gospića), a sniman je u studiju kod Denykena.
Album je Hladnom pivu osigurao 3  Zlatne Koogle i jednog Porina. Dizajnerska agencija 'Nukleus' dobila je 2008. nagradu Porin za najbolji dizajn CD knjižice albuma Knjiga žalbe.

## Popis pjesama
1. "Couvert -Instrumetal" - 1:32
2. "Carstvo pasea" - 3:13
3. "Nije sve tako sivo" - 3:46
4. "Superman" - 3:44
5. "Planeta" - 4:59
6. "Ranjeni i ludi" - 3:06
7. "Biološki sat" -2:58
8. "Kaže stari" - 2:17
9. "Konobar" - 3:13
10. "Sreća" - 3:39
11. "Pitala si me..." - 4:01
12. "Džepni bog" - 5:01

## Izvođači
- Milan Kekin - Mile (vokal, gitara na "Ranjeni i ludi")
- Zoran Subošić - Zoki (gitara)
- Mladen Subošić - Suba (bubnjevi)
- Krešimir Šokec - Šoki (bas-gitara)
- Milko Kiš - Deda (klavijature)
- Stipe Mađor-Božinović (truba)